# مراقبت پرواز

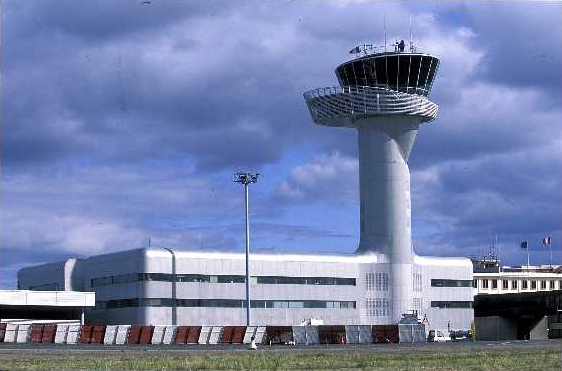
برج مراقبت فرودگاه بوردو–مریگناک

مراقبت پرواز (به انگلیسی: Air Traffic Service)، به‌طور کلی به خدمتی گفته می‌شود که هدف آن پیشگیری از تصادف هواپیماها در هنگام پرواز و در سطح فرودگاه‌هاست. همچنین ایجاد بستری درخور برای ترافیک روان هوایی و دادن داده‌های ضروری برای حفظ ایمنی پروازها و کمک در هنگام بحران به هواپیماها می‌باشد.
شناخته‌شده ترین واحد کنترل مراقبت پرواز، برج مراقبت پرواز است که مسئول هدایت هواپیماها را در حوالی(vicinity) فرودگاه و بر روی سطوح پروازی فرودگاه بر عهده دارد. واحد کنترل تقرب واحد دیگری است که پروازها را در شعاع بزرگتری و در هنگام اوجگیری و یا نزول برعهده دارد. واحد دیگر که کمترشناخته شده ترین واحد کنترل است، مرکز کنترل منطقه ای نامیده می شود که در فضایی بسیار بزرگ (معمولا هم اندازه مساحت آن کشور) ارائه خدمت می کند.
گونه‌های سرویس‌های مراقبت پرواز به قرار زیر است:
1. خدمت کنترل ترافیک هوایی (Air Traffic Control Service)
2. خدمت کنترل منطقه‌ای (Area Control Service)
3. خدمت تقرب (Approach Control Service)
4. خدمت کنترل فرودگاهی (Aerodrome Control Service)
5. خدمت اطلاعات پروازی (Flight Information Service)
6. خدمت هشدار (Alerting Service)

دو خدمت آخر یعنی "ارائه اطلاعات پرواز" و "هشدار" بر عهده همه واحدهای مراقبت پرواز است ولی ارائه دیگر خدمات به نوع واحد ارائه دهنده آن سرویس بستگی دارد. به عنوان مثال واحد کنترل فرودگاهی( توسط برج مراقبت پرواز) و واحد کنترل منطقه ای(مرکز کنترل منطقه ای) دو سرویس کاملا جدا و متفاوت هستند که در فازهای متفاوت پرواز ارائه می شوند.
مسئولیت ارائه خدمات کنترل مراقبت پرواز در ایران برعهده "شرکت فرودگاهها و ناوبری هوایی ایران" است که این شرکت زیر مجموعه ای از وزارت راه و شهرسازی است و مدیرعامل این شرکت معاون وزیر محسوب می شود. این شرکت دارای معاونتهایی است که معاونت "عملیات هوانوردی" یکی از آنهاست و "اداره کل کنترل ترافیک هوایی" یکی از اداره کل های این معاونت است که مسئولیت ارائه خدمات کنترل مراقبت پرواز را در کل کشور بر عهده دارد.

## انواع

### واحد برج مراقبت پرواز (Tower)
واحد برج مراقبت پرواز، مسئول ارائه خدمت کنترل ترافیک هوایی در محدوده‌ای غالباً استوانه‌ای شکل اطراف فرودگاه و تا ارتفاع مشخصی می‌باشد که این محدوده با توجه به میزان پروازها و امکانات هر فرودگاه متغیر می‌باشد ولی به‌طور متداول شامل یک استوانه فرضی به مرکز فرودگاه به شعاع ۵ تا ۳۰ مایل دریایی و ارتفاع ۵ تا ۲۵ هزارپایی سطح زمین می‌باشد.

### واحد کنترل مسیر پرواز (Area Control Center)
در حالیکه ترافیک موجود در مسیر بین پایانه‌های اصلی و همچنین نقاطی که به دلیل نداشتن ترافیک قابل توجه، نیازی به یک پایانه مجهز ندارند، توسط واحد مرکز کنترل هدایت می‌شوند. همچنین مرکز کنترل مسئول هماهنگی بین واحدهای مراقبت پرواز تمام فرودگاه‌های کشور را بر عهده دارد و به‌طور خلاصه تمام وسایل پرنده قبل از بلند شدن از زمین باید از این مرکز مجوز مربوطه را دریافت کنند.

### واحد کنترل تقرب (Approach)
در فرودگاه‌های که دارای تعداد پروازهای بالاتری هستند و همچنین در مناطقی که به دلیل وجود چند فرودگاه حجم ترافیک هوایی و درگیری ترافیک هوایی بالاتر از حد معمول می‌باشد، برای هماهنگی بیشتر بین واحد مرکز کنترل و واحد برجِ مراقبت و همچنین ایمنی بیشتر پروازها، واحد کنترل تقرب به همراه برج مراقبت مسئول هدایت ترافیک هوایی می‌باشد.

### کنترلر ترافیک هوایی
افرادی که مسئول کنترل ترافیک پایانه‌ای هستند و به‌طور مصطلح آنان را کنترلر می‌نامند، در مجموعه اماکن و تاسیساتی مشغول به کار هستند که آن‌ها را به‌ترتیب برج مراقبت پرواز و پایانه کنترل تقرب به‌وسیله رادار می‌نامند. در بعضی از نقاط پرسنل مورد نیاز به‌طور مشترک و هم‌زمان در برج مراقبت پرواز و پایانه کنترل تقرب به‌وسیله رادار با یکد یگر همکاری می‌کنند، در حالیکه در دیگر نقاط، این دو قسمت کاملاً از یکدیگر جدا بوده و به‌طور مستقل عمل می‌کنند. برای مثال فرودگاه بین‌المللی مهرآباد دارای تأسیسات مشترک می‌باشد، در صورتی که برج مراقبت فرود گاه امام خمینی در محل فرودگاه واقع می‌باشد، ولی تأسیسات کنترل تقرب رادار آن در فاصله‌ای دورتر و در فرودگاه مهرآباد واقع می‌باشد.

## اهداف کلی مراقبت پرواز
اهداف کلی مراقبت پرواز به نقل از اسناد بین‌المللی سازمان ایکائو به شرح زیر است:
- تسریع و ایجاد نظم در جریان پروازها.
- ارائه اطلاعات لازم و مفید در جهت ایمنی پروازها.
- کمک و مساعدت به هواپیمایی دارای وضعیت اضطراری.
- جلوگیری از برخورد هواپیماها با یکدیگر و با سایر موانع.
- جلوگیری از برخورد هواپیماها با یکدیگر در فضای کنترل شده.

## وظایف و حیطه کاری مراقبت پرواز
کنترلرهای یک فرودگاه موظف هستند با ایجاد جدایی بین یگانهای پروازی که در تاکسیروها (taxiways) یا مسیرهای ارتباطی فرعی و باندهای پروازی یک فرودگاه در حال حرکت می‌باشند، و همچنین برای آن دسته از هواپیماهایی که در محدوده هوایی آن فرودگاه در حال پرواز می‌باشند، شرایطی ایجاد نمایند تا هواپیماهای مذکور بتوانند حرکتی روان و کارآمد داشته باشند. مناطقی که در نزدیکی محدوده فرودگاه واقع شده‌اند عمدتاً از داخل سازه‌ای بلند، که دور تا دور آن تعدادی پنجره تعبیه شده‌است (برج مراقبت)، تحت نظارت قرار دارند. هماهنگ و مرتب کردن هواپیماهای ورودی برای نشستن در باند فرودگاه، و توزیع هواپیماهای خروجی و ارجاع کنترل آن‌ها به واحدهای کنترل مسیر پرواز، توسط واحد رادار انجام می‌پذیرد که در واحد کنترل تقرب واقع شده‌است.
تأسیسات و اماکنی که کنترلرهای واحد کنترل مسیر پرواز در آن مشغول به کار هستند، به ترتیب مرکز کنترل (مسیر) ترافیک هوایی (ATC) و دیگری مرکز کنترل منطقه‌ای (ACC) نامیده می‌شوند، که عموماً تمامی آن‌ها به نام (مرکز کنترل) شناخته می‌شوند. هر مرکزکنترل مسئولیت کنترل منطقه‌ای به وسعت هزاران مایل را به عهده دارد. مراکزی که کنترل هواپیماهایی را به عهده دارند که بر فراز اقیانوسها و بین قاره‌ها پرواز می‌کنند، منطقه وسیعی را تحت نظارت خود دارند. برای مثال مرکز کنترل ترافیک هوایی تهران واقع در تهرانسر مسئولیت کنترل تمام پروازهایی را که در فضای ایران پرواز می‌کنند و همچنین پروازهای عبوری از فضای ایران بر عهده دارد. این گونه مناطق به نام FIRs شناخته می‌شوند.
مراکز کنترل عموماً ترافیک هوایی را به کمک رادارهای دوربرد کنترل می‌کنند. در نقاطی که دسترسی به رادار میسر نمی‌باشد کنترل و ایجاد جدایی بین هواپیماها با بهره‌گیری از روش پیچیده و سنتی کنترل بدون رادار صورت می‌پذیرد.
تا کنون مبالغ زیادی برای طراحی نرم‌افزارهایی که بتوان از آن‌ها در بهینه‌سازی روش کنترل ترافیک هوایی استفاده کرد، هزینه شده‌است؛ ولی با این حال کماکان در برخی از مراکز کنترل ترافیک اطلاعات مربوط به هر پرواز بر روی نوارهای کاغذی، که مخصوص این کار در اختیار کنترلرهای ترافیک می‌باشد، ثبت می‌شود، و در ادامه و تکمیل اطلاع‌رسانی در مورد مسیر پروازهای یاد شده برخی از اطلاعات مستقیماً بین کنترلرها رد و بدل می‌شود. در مراکز کنترل جدیدتر برای ثبت اطلاعات پروازی نشاندهنده‌های رایانه‌ای جایگزین نوارهای کاغذی شده‌اند. به همان سرعت که دستگاه‌های جدیدتر وارد سامانه کنترل ترافیک می‌شود مراکز کنترل ترافیک بیشتری نیز استفاده از نوارهای کاغذی ثبت اطلاعات را متوقف می‌کنند. تخصیص و نامگذاری خطوط هوایی مسافری، با بکارگیری علائم شناسایی خاص (نام رادیویی)، که حداکثر شامل چهار عدد می‌باشد که به دنبال نام اختصاصی خطوط هوایی قرار می‌گیرد، شرط لازم برای ایمنی پرواز و ایجاد جدایی کافی بین هواپیماها می‌باشد. در این راستا همواره بهتر است که در برنامه پروازی هر هواپیما در طول هفته یک نام و علامت شناسایی ثابت در نظر گرفته شود، حتی اگر زمان تعیین شده برای پرواز از فرودگاه مبدأ در روزهای هفته به مقدار جزیی تغییر داشته باشد. در مسیر برگشت نیز غالباً فقط آخرین عدد از علائم شناسایی هر پرواز، نسبت به پرواز رفت، تغییر می‌کند. در مراقبت پرواز قطعه یا بخشی از فضا که از نظر ابعاد مشخص می‌باشد و کنترل ترافیک هوایی آن به یکی از کنترلرها سپرده شده اصطلاحاً ناحیه (sector) یا به عبارت دیگر «ناحیه پروازی» گفته می‌شود. بر مبنای شرایط حاکم (از قبیل حجم ترافیک و غیره…)، هر کنترلر می‌تواند در مقاطع خاص، مسئولیت کنترل یک یا دو ناحیه را مستقیما در اختیار داشته باشد.
سامانه مراقبت پرواز همواره فناوری‌های قابل توجه‌ای را مورد استفاده و بهره‌برداری قرار می‌دهد. بهره‌گیری از سامانه‌های رادار «اولیه» و رادار «ثانویه»، آگاهی و شناخت بهتر از موقعیت و محدوده فضای تحت نظارت هر کنترلر را مقدور می‌سازد. نحوه عملکرد سامانه‌های راداری بدین گونه است که: امواج الکترومغناطیسی که توسط آنتن رادارها ارسال می‌شود، پس از برخورد به پوسته خارجی بد نه انواع هواپیماها که اکثراً از جنس فلز می‌باشد، منعکس شده، و به نسبت بزرگی بدنه هواپیماهای مزبور بر روی صفحهٌ نمایشگر (مانیتور) رادار به نحوی نشان داده می‌شود که برای کنترلر مراقبت پرواز قابل روئیت باشد، و هم‌زمان با این فرایند هواپیماهایی که مجهز به سامانه پاسخگر (transponder) باشند توسط ردیاب (interrogator) رادار ثانویه رد یابی شده، و اطلاعاتی از قبیل: کد معرف (mode A)، ارتفاع (mode C) و علائم شناسایی یا به عبارت دیگر نام رادیویی (mode S) هر هواپیما بر روی صفحه نشان‌دهنده رادار نمایش داده می‌شود. انعکاس شرایط جوی خاص نیز معمولاً بر روی صفحه نشان‌دهنده رادار قابل روئیت می‌باشد.
با تلفیق کلیه اطلاعات دریافتی از رادارهای موجود در مناطق مختلف می‌توان هم‌زمان شمایی عمومی از کل فضای پروازی در اختیار داشت. برخی از اطلاعات دریافتی از رادارها قابل پردازش و محاسبه می‌باشند که از تبدیل آن‌ها می‌توان مواردی چون سرعت هواپیما نسبت به زمین و سمت حرکت (مغناطیسی) هواپیما را بدست آورد.
با بهره‌گیری از «سامانه‌های نمایشگر عملیات پروازی» پیشرفته، کنترلها قادر به ایجاد ارتباط و کسب آگاهی از طرحهای پروازی الکترونیک، خواهند بود.
در مجموع لازم به یادآوری است که در مناطق مختلف همواره ابزار متفاوتی در دسترس هر کنترلر می‌باشد که می‌توان برخی از آن‌ها را به ترتیب زیر نام برد:
- هشدار خطر تصادف (CA): ابزاری برای هشدار به کنترلر در صورت وجود احتمال برخورد در گذرگاه‌های هوایی است.
- مدیریت پروازهای ورودی و خروجی: به مرتب سازی و تنظیم کردن طرح ورود و خروج هواپیماها از یک فرودگاه، گفته می‌شود.
- اعلام خطر ورود به مناطق ممنوعه (APW): برای آگاهی کنترلر در صورت ورود هواپیماهای غیرمجاز به مناطق ممنوعه صورت می‌پذیرد.
- سامانه هماهنگ‌کننده (SYSCO): کنترلر را قادر می‌سازد، هماهنگی‌های لازم برای انتقال کنترل هواپیما از یک ناحیه به ناحیه دیگر را انجام دهد.
- اعلام خطر کاهش ارتفاع امن (MSAW): سامانه اعلام خطری است که کنترلر به‌وسیله آن خلبان را در صورت کاهش ارتفاع، بیشتر از حد مجاز، آگاه می‌سازد.